# Cousinia leiocephala
Cousinia leiocephala là một loài thực vật có hoa trong họ Cúc. Loài này được (Regel) Juz. mô tả khoa học đầu tiên.